# Achlydosa glandulosa
Achlydosa glandulosa – gatunek roślin z monotypowego rodzaju Achlydosa z rodziny storczykowatych (Orchidaceae). Rośliny są endemitami Nowej Kaledonii w Oceanii.

## Systematyka
Gatunek sklasyfikowany do podplemienia Megastylidinae w plemieniu Diurideae, podrodzina storczykowe (Orchidoideae), rodzina storczykowate (Orchidaceae), rząd szparagowce (Asparagales) w obrębie roślin jednoliściennych.